# Burn Season
Burn Season is een Amerikaanse nu metalband uit Jacksonville (Florida), opgericht in 2001. Een vroege versie van de band nam een aantal demo's op in de studio Music Factory in Jacksonville Beach met alleen Damien Starkey op zang en gitaar en Bobby Amaru op drums (met studio-eigenaar Michael Ray FitzGerald aan de bas). De band verhuisde vervolgens naar Hole of the Pigeon in Jacksonville, waar ze een indrukwekkende reeks demo's opnamen, die hen onmiddellijk de aandacht van het grote label opleverden. De eerste platenbaas die interesse toonde in Burn Season was Fred Durst van Flawless Records, leadzanger van Limp Bizkit. Dit leidde tot een sterke "buzz" in de branche. De leden besloten te tekenen bij Elektra Records in wat naar verluidt een obsceen grote deal was.

## Bezetting
Huidige bezetting
- Damien Starkey (zang)
- Kevin Renwick (gitaar)
- Brad Stewart (basgitaar)
- Bobby Amaru (drums)

Voormalige leden
- Adam Silk (basgitaar, 2003-2007)
- Roger David (basgitaar, 2002-2003)
- Tim Nold (gitaar, 2002-2003)

## Geschiedenis
Burn Season ging aan het werk om zijn debuutalbum op te nemen met de gerenommeerde producenten Bob Marlette en Tim Palmer, maar voordat het zelfs werd uitgebracht, werd de band gedropt en zag het Elektra-debuut nooit het daglicht. Later contracteerde het in Zuid-Florida gevestigde onafhankelijke label Bieler Bros. Records de band. Bieler kocht de rechten op vier nummers van het onuitgebrachte Elektra-debuut van Burn Season en voegde acht nieuwe toe. Na een lange vertraging bracht Burn Season op 11 oktober 2005 zijn titelloze debuut uit. De band werkte aan hun nieuwe album, de titel is onbekend, maar in hun purevolume zijn twee nieuwe nummers te horen.
Op 1 mei 2007 plaatste Damien Starkey een MySpace-bulletin waarin hij de ontbinding van de band besprak: Het spijt me dat ik het nieuws aan iedereen moet vertellen, maar we zijn officieel uit elkaar. Na zes jaar, twee platencontracten en meer dan 40 opgenomen nummers hebben we het gevoel dat de band op de goede weg is. We zijn allemaal nog steeds geweldige vrienden en hebben geen vijandigheid binnen de groep, maar zijn op een punt gekomen dat het logischer is om andere projecten na te streven. Er werd ook opgemerkt dat de laatste show op 25 mei 2007 zou plaatsvinden, op de eerste locatie die de band ooit in Jacksonville speelde, genaamd Jack Rabbits.
Damien Starkey voegde zich bij Adam Latiff, Paul Phillips (voorheen van Puddle of Mudd), Brad Moxey en Brad Stewart (voorheen van Shinedown) om een andere bloedstollende band te formeren, genaamd Society Red. Nummers zijn Love and Hate, Everything, So Unhappy, Welcome to the Show, High Life en Chasing the Reason. Bobby Amaru vormde zijn eigen band Amaru. In 2010 trad Starkey toe tot de multi-platina rockband Puddle of Mudd als bassist. Hij zei dat hij in zijn vrije tijd muziek zou blijven maken met zijn twee andere projecten, Burn Season en Society Red. In 2012 trad Bobby Amaru toe tot Saliva als nieuwe zanger.
Burn Season bracht het nieuwe nummer Out of Control uit. Het was een volledig nieuw nummer op de publicatie van hun veel vertraagde Elektra-album, nu This Long Time Coming genoemd, samen met het ander nieuwe nummer Fight, uitgebracht in januari 2011, hoewel andere nummers op het album eerder waren opgenomen. De ep Sleepwalker met zes nummers werd uitgebracht in 2012, met nummers opgenomen als demo's vóór de vorige splitsing van de band. De ep-single The Truth leverde de band veel meer fans op. Op 22 december 2013 kondigde Burn Season via Facebook aan dat er in 2014 nieuw materiaal beschikbaar zou zijn.

## Discografie
- 2005: Burn Season
- 2011: This Long Time Coming
- 2012: Sleepwalker [ep]
- 2014: TBA